# Championnats de France d'athlétisme 1897
Navigation
Championnats 1896 Championnats 1898

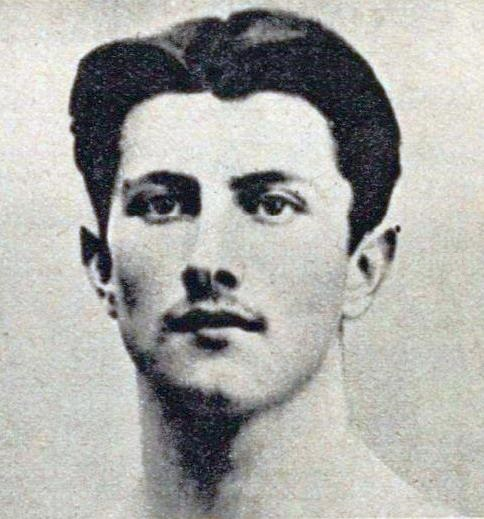
René Widmer, né en 1879, champion de France du 400 mètres en 1897 et 1898.

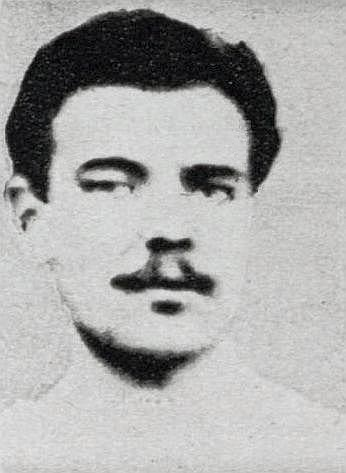
L'anglais Alfred A. Tunmer, champion de France de football USFSA 1894 et 1895 avec son frère (au Standard AC), puis avec le RCF champion de France du 1500 mètres 1897 et de cross-country 1898.

Les Championnats de France d'athlétisme 1897 ont eu lieu les 27 juin et 4 juillet 1897 à la Croix-Catelan de Paris. L'épreuve du lancer du disque est introduite lors de ces championnats.

## Liens externes

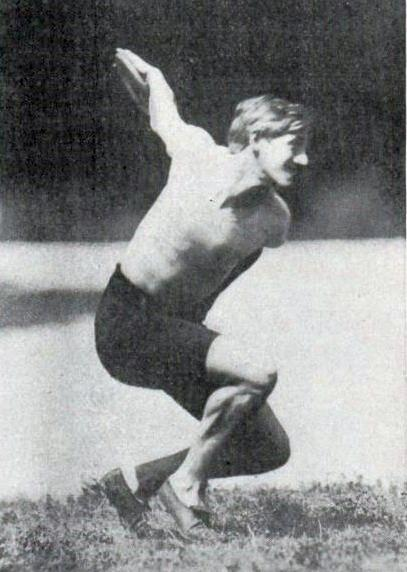
Guillaume de Saint Cyr, champion de France du saut en hauteur 1896 et du lancer du disque 1897, et triple vice-champion de France avec trois disciplines différentes (1895-1902).

## Palmarès
| Discipline       | Athlète                | Athlète      |
| ---------------- | ---------------------- | ------------ |
| 100 m            | Jean-Guy Gautier       | 11 s 8       |
| 400 m            | René Widmer            | 52 s 4       |
| 800 m            | Georges Garnier        | 2 min 4 s 0  |
| 1 500 m          | Alfred Tunmer (GBR)    | 4 min 18 s 4 |
| 110 m haies      | Jean Lécuyer           | 17 s 0       |
| 400 m haies      | Henri Tauzin           | 59 s 8       |
| Saut en hauteur  | René Vornière          | 1,60 m       |
| Saut à la perche | Joseph Jugelet         | 2,92 m       |
| Saut en longueur | Farquar (GBR)          | 6,18 m       |
| Lancer du poids  | Émile Gontier          | 10,18 m      |
| Lancer du disque | Guillaume de Saint-Cyr | 29,15 m      |